# FK Studenterna
FK Studenterna är en löparklubb baserad i Stockholm. Klubben har verksamhet för vuxna löpare med inriktning från medel- till långdistans och arrangerar flera tävlingar varje år, bland annat storloppet Kungsholmen runt. Föreningen har cirka 200 medlemmar.
FK Studenterna har på senare år framförallt utmärkt sig genom sin bredd på subelitnivå, exempelvis med 20 löpare seedade till startgrupp 1A på Lidingöloppet 30 km år 2015, varav 10 löpare sprang loppet på under två timmar. Klubben har även rönt ett antal meriter på elitnivå såsom sm-medaljer och vinster i andra storlopp.
Föreningen utgjorde ursprungligen friidrottssektionen inom Stockholms Studenters IF (SSIF), men är idag en öppen klubb utan koppling till något lärosäte.

## Träning
FK Studenternas huvudverksamhet är träning. Klubben arrangerar gemensamma träningar två gånger per vecka, som utgår ifrån KTH-hallen i Stockholm. Både gemensamma och individuella träningspass utgår ifrån anpassade träningsprogram beroende på träningsvolym, målsättning och andra individuella faktorer. Alla medlemmar får även en egen tränare, med vilken man uppmanas ha en aktiv dialog om sin träning för att kunna få individuella råd. Klubbens huvudtränare är Lorenzo Nesi.

## Arrangemang
FK Studenterna arrangerar årligen följande löpartävlingar, alla i Stockholm:
Långlöparnas kväll, en bantävling med distansen 10 000m som går av stapeln årligen i juni eller augusti på Stockholms stadion, Stockholm. 2025 var dock tävlingsdatumet 22 maj. Grenprogrammet innehöll fram till år 2014 även 2000m, men detta utgick år 2015.
Sommarspelen, en friidrottstävling som går av stapeln årligen i augusti på Stockholms Stadion, Stockholm. Fram till år 2013 hade tävlingen ett brett grenprogram, men från 2015 innehåller den enbart löpning (år 2014 hade tävlingen uppehåll). 5000m är tävlingens huvuddistans och detta utgör även Stockholms öppna distriktsmästerskap för herrar.
Tömilen är en löpartävling med distansen 10 km som går av stapeln årligen i november i Lill-Jansskogen på norra Djurgården, Stockholm. Tävlingen erbjuder även distansen 5 km, som går under namnet Snöfemman.
Vinthundsvintern är en friidrottstävling som går av stapeln årligen i februari i Sätrahallen, Stockholm. Tävlingen har ett brett grenprogram. 3000m utgör Stockholms distriktsmästerskap på distansen.

## Klubbmeriter i urval

### 2015
- Patrik Engström, sm-silver, marathon (2:26:35)[6]
- Frida Lundén, sm-brons, 10 000m (35:17,75)[7]
- Björn Englund och Paul Krochak, guld Ö till Ö (inofficiellt vm i swimrun) (8:29:11)[8]
- Guld, brons, 4:e, 6:e och 9:e plats i Bellmanstafetten 5 x 5 km Herrar (lagtävling)[9]
- Guld, silver och 4:e plats i Bellmanstafetten 5 x 5 km Damer (lagtävling)[9]
- Silver i Bellmanstafetten 5 x 5 km Mixed (lagtävling)[9]

### 2014
- Frida Lundén, sm-guld, landsvägsmil (33:54)[10]
- Frida Lundén, sm-silver, 10 000m (34:10,93)[11]
- Frida Lundén, sm-brons, halvmarathon (1:16:24)[12]
- Daniel Nilsson, sm-silver, 100 km (7:41:35)[13]
- Björn Englund och Paul Krochak, silver Ö till Ö (inofficiellt vm i swimrun) (8:24:05)[14]
- Guld, brons, 6:e, 8:e och 9:e plats i Bellmanstafetten 5 x 5 km Herrar (lagtävling)[15]
- Guld i Bellmanstafetten 5 x 5 km Damer (lagtävling)[15]
- Guld och brons i Bellmanstafetten 5 x 5 km Mixed (lagtävling)[15]

### 2013
- Frida Lundén, sm-silver, halvmarathon (1:17:14)[16]
- Frida Lundén, sm-silver, marathon (2:46:42)[17]
- Frida Lundén, sm-silver, 10 000m (34:25,90)[18]
- Frida Lundén, sm-silver, terräng 8 km (29:31)[19]
- Björn Englund och Paul Krochak, guld Ö till ö (inofficiellt vm i swimrun) (8:35:00)[20]
- Silver, 4:e, 7:e, 8:e och 11:e plats i Bellmanstafetten 5 x 5 km Herrar (lagtävling)[21]
- Guld och silver i Bellmanstafetten 5 x 5 km Damer (lagtävling)[21]
- Silver och 11:e plats i Bellmanstafetten 5 x 5 km Mixed (lagtävling)[21]

### 2012
- Daniel Nilsson, sm-guld, 100 km (7:42:57)[22]

### 2011
- Frida Lundén, sm-silver, terräng 8 km (29:14)[23]
- Sm-silver, terräng 12 km lagtävling herrar (Brandon Bartholomew, Patrik Engström, Andreas Svensson)[23]
- Sm-silver, terräng 8 km lagtävling damer (Frida Lundén, Rebecka Törner, Gloria Vinstedt)[23]
- 4:e, 6:e samt 9-12:e plats i Bellmanstafetten 5 x 5 km Herrar (lagtävling)[24]
- Guld, silver och brons i Bellmanstafetten 5 x 5 km Damer (lagtävling)[24]
- Silver i Bellmanstafetten 5 x 5 km Mixed (lagtävling)[24]

### 2010
- Susanne Grimfors, sm-silver, 5 000m (16:31,22)[25]
- Guld, 5:e, 7:e samt 10-14:e plats i Bellmanstafetten 5 x 5 km Herrar (lagtävling)[24]
- Guld, 4:e, och 13:e plats i Bellmanstafetten 5 x 5 km Damer (lagtävling)[24]
- Silver i Bellmanstafetten 5 x 5 km Mixed (lagtävling)[24]

## Studenternas Grand Prix
Studenternas Grand Prix (SGP) är en tävling för FK Studenternas medlemmar, där dessa samlar poäng under ett antal utvalda tävlingar under säsongen för att slutligen kora en dam- respektive herrsegrare. Tävlingen instiftades år 1996 av Lorenzo Nesi med syftet att öka klubbens tävlingsverksamhet. Fram till år 2014 innehöll tävlingen enbart landsvägs- och terränglopp, för att från år 2015 slås ihop med klubbens bantävling Pokalen och därmed även innefatta ett antal bantävlingar. Poäng erhålls utifrån placering jämfört med övriga klubbmedlemmar.

### Tävlingsprogram Studenternas Grand Prix år 2015[26]
1. Berlin halvmarathon, 29 mars
2. SM-milen, 18 april
3. Manchester Marathon, 19 april
4. Arenamilen (10 000m), 13 maj
5. Stockholm Marathon, 30 maj
6. Långlöparnas kväll (10000m), 16 juni
7. Trosa stadslopp, 26 juni
8. Enhörna Challenge (10000m), 29 juli
9. Midnattsloppet, 15 augusti
10. Sommarspelen, 25 augusti
11. Hälsoloppet, 2 september
12. Stockholm halvmarathon, 12 september
13. ALJ Open (5000m K, 10000m M), 19 september
14. Lidingöloppet, 26 september
15. Hässelbyloppet, 11 oktober.